# Football Club Turris 1944 1995-1996
Questa pagina raccoglie le informazioni riguardanti la Football Club Turris 1944 nelle competizioni ufficiali della stagione 1995-1996.

## Rosa
| N. |                   | Ruolo | Calciatore           |
| -- | ----------------- | ----- | -------------------- |
|    | Italia (bandiera) | D     | Fabrizio Baldini     |
|    | Italia (bandiera) | A     | Giuseppe Balzano     |
|    | Italia (bandiera) | D     | Andrea Benassi       |
|    | Italia (bandiera) | D     | Rosario Biondo       |
|    | Italia (bandiera) | A     | Salvatore Campilongo |
|    | Italia (bandiera) | C     | Davide Campofranco   |
|    | Italia (bandiera) | D     | Salvatore Cangiano   |
|    | Italia (bandiera) | P     | Domenico Cecere      |
|    | Italia (bandiera) |       | Ciaramella           |
|    | Italia (bandiera) | D     | Alessandro Cicchetti |
|    | Italia (bandiera) | C     | Antonio Corradino    |
|    | Italia (bandiera) |       | Cuofano              |
|    | Italia (bandiera) | A     | Tommaso De Carolis   |
|    | Italia (bandiera) | A     | Ciro De Cesare       |
|    | Italia (bandiera) | C     | Roberto d'Ermilio    |
|    | Italia (bandiera) | C     | Nicola Di Criscio    |

| N. |                   | Ruolo | Calciatore                 |
| -- | ----------------- | ----- | -------------------------- |
|    | Italia (bandiera) | D     | Gabriele Di Martino        |
|    | Italia (bandiera) | D     | Fabio Di Venanzio          |
|    | Italia (bandiera) | C     | Giuseppe Granozi           |
|    | Italia (bandiera) | C     | Alfonso Greco              |
|    | Italia (bandiera) | A     | Giovanni Izzillo           |
|    | Italia (bandiera) | C     | Antonio Maschio            |
|    | Italia (bandiera) | C     | Gennaro Merolla            |
|    | Italia (bandiera) | D     | Giovanni Francesco Palomba |
|    | Italia (bandiera) | C     | Vincenzo Perillo           |
|    | Italia (bandiera) | D     | Paolo Antonio Petrullo     |
|    | Italia (bandiera) | P     | Luigi Sassanelli           |
|    | Italia (bandiera) | D     | Matteo Siniscalco          |
|    | Italia (bandiera) | A     | Antonio Soda               |
|    | Italia (bandiera) | D     | Mario Somma                |
|    | Italia (bandiera) | D     | Antonino Paolo Venuti      |

## Risultati

### Campionato

#### Girone di andata
| 27 agosto 1995 1ª giornata | Lodigiani | 1 – 1 | Turris |  |

| 3 settembre 1995 2ª giornata | Turris | 0 – 0 | Gualdo |  |

| 10 settembre 1995 3ª giornata | Trapani | 0 – 0 | Turris |  |

| 17 settembre 1995 4ª giornata | Turris | 2 – 2 | Ascoli |  |

| 24 settembre 1995 5ª giornata | Chieti | 1 – 0 | Turris |  |

| 1º ottobre 1995 6ª giornata | Turris | 0 – 1 | Nocerina |  |

| 8 ottobre 1995 7ª giornata | Acireale | 0 – 0 | Turris |  |

| 15 ottobre 1995 8ª giornata | Turris | 1 – 1 | Juventus Stabia |  |

| 22 ottobre 1995 9ª giornata | Savoia | 2 – 0 | Turris |  |

| 29 ottobre 1995 10ª giornata | Turris | 1 – 0 | Sora |  |

| 12 novembre 1995 11ª giornata | Lecce | 2 – 1 | Turris |  |

| 19 novembre 1995 12ª giornata | Turris | 0 – 0 | Castel di Sangro |  |

| 26 novembre 1995 13ª giornata | Turris | 1 – 0 | Siena |  |

| 3 dicembre 1995 14ª giornata | Casarano | 3 – 1 | Turris |  |

| 10 dicembre 1995 15ª giornata | Ischia Isolaverde | 2 – 1 | Turris |  |

| 17 dicembre 1995 16ª giornata | Turris | 0 – 0 | Nola |  |

| 30 dicembre 1995 17ª giornata | Atletico Catania | 0 – 0 | Turris |  |

#### Girone di ritorno
| 7 gennaio 1996 18ª giornata | Turris | 2 – 1 | Lodigiani |  |

| 14 gennaio 1996 19ª giornata | Gualdo | 1 – 0 | Turris |  |

| 28 gennaio 1996 20ª giornata | Turris | 0 – 1 | Trapani |  |

| 4 febbraio 1996 21ª giornata | Ascoli | 2 – 1 | Turris |  |

| 18 febbraio 1996 22ª giornata | Turris | 0 – 0 | Chieti |  |

| 25 febbraio 1996 23ª giornata | Nocerina | 2 – 0 | Turris |  |

| 3 marzo 1996 24ª giornata | Turris | 0 – 1 | Acireale |  |

| 10 marzo 1996 25ª giornata | Juventus Stabia | 3 – 1 | Turris |  |

| 24 marzo 1996 26ª giornata | Turris | 0 – 1 | Savoia |  |

| 31 marzo 1996 27ª giornata | Sora | 1 – 0 | Turris |  |

| 7 aprile 1996 28ª giornata | Turris | 0 – 0 | Lecce |  |

| 14 aprile 1996 29ª giornata | Castel di Sangro | 6 – 2 | Turris |  |

| 21 aprile 1996 30ª giornata | Siena | 1 – 1 | Turris |  |

| 5 maggio 1996 31ª giornata | Turris | 2 – 1 | Casarano |  |

| 12 maggio 1996 32ª giornata | Turris | 0 – 0 | Ischia Isolaverde |  |

| 19 maggio 1996 33ª giornata | Virtus Nola | 0 – 0 | Turris |  |

| 26 maggio 1996 34ª giornata | Turris | 0 – 0 | Atletico Catania |  |

#### PLAY-OUT
| Arbitro: | Piretti (Ravenna) |

|                    |           |  |
| 47' 76' De Carolis | Marcatori |  |

| Arbitro: | Piretti (Barletta) |

|                         |           |  |
| 53' Airoldi , 82' Marta | Marcatori |  |